# 哈拉瓦尤納山
13°01′47″S 75°22′30″W / 13.02972°S 75.37500°W
哈拉瓦尤納山（Q'ara Wayuna），是秘魯的山峰，位於該國中南部萬卡韋利卡大區，由奧拉瓦區和卡斯特羅維雷納區負責管轄，屬於瓊塔山脈的一部分，海拔高度4,800米。